# Краківська губернія
Кра́ківська губе́рнія (пол. Gubernia krakowska, рос. Краковская губерния) — історична адміністративно-територіальна одиниця, одна з губерній Польського Королівства у складі Російської імперії, яка існувала у 1837–1842 роках з центром у м. Кельці. Губернія була створена на території Краківського воєводства.
Краківська губернія була створена Царським Указом від 7 березня 1837 року. В 1842 губернія змінила назву на Келецьку, а згодом, з введенням 1 січня 1844 нового адміністративного поділу в Польському Королівстві, Келецьку губернію скасували, а її територію включили до складу нової Радомської губернії.
Герб губернії відповідав гербу колишнього Краківського воєводства.